# Edmund Friedrich
Edmund Friedrich  (* 15. April 1826 in Bischofswerda; † 11. Februar 1912 in Dresden) war ein deutscher Arzt (Balneologie).
Der Sohn des Bischofswerder Archidiakons Karl Gottlieb Friedrich (1770–1830) wuchs nach dem frühen Tod seiner Eltern bei Verwandten in Dresden auf, wo er ab 1836 die Kreuzschule besuchte. Ostern 1845 begann er an der Universität Leipzig Jura zu studieren, wechselte aber nach einem halben Jahr zur Medizin. Nach dem ersten Examen führten ihn seine Studien nach Heidelberg, doch kehrte er schnell wieder nach Leipzig zurück, wo er 1850 promoviert wurde. Zu seinen Lehrern gehörten Johann Ritter von Oppolzer, Anton von Jaksch und Karl von Pfeufer. Danach war er praktischer Arzt in Dresden. 1852 bis 1855 war er Hilfsarzt in der Dresdner Kinderheilanstalt. Friedrich studierte auf Reisen nach Schweden und Norwegen die schwedische Heilgymnastik. Er war auch Militärarzt und nahm an den Kriegen von 1866 und 1870/71 teil (Oberarzt im Kriegslazarett in Dresden, 1871 Führer des Sanitätszugs des 12. Armeekorps).
Er trug zur Real-Encyclopädie der gesammten Heilkunde von Albert Eulenburg bei. Von ihm stammen viele Beiträge in Zeitschriften und Bücher über Kurorte und Seebäder an der Nordsee, nicht nur in Deutschland, sondern auch in Holland und Belgien.